# Demetrius I av Georgien
Demetrius I av Georgien, död 1156, var en georgisk monark. Han var kung i kungariket Georgien mellan 1125 och 1156.